# Johann I. von Straßburg

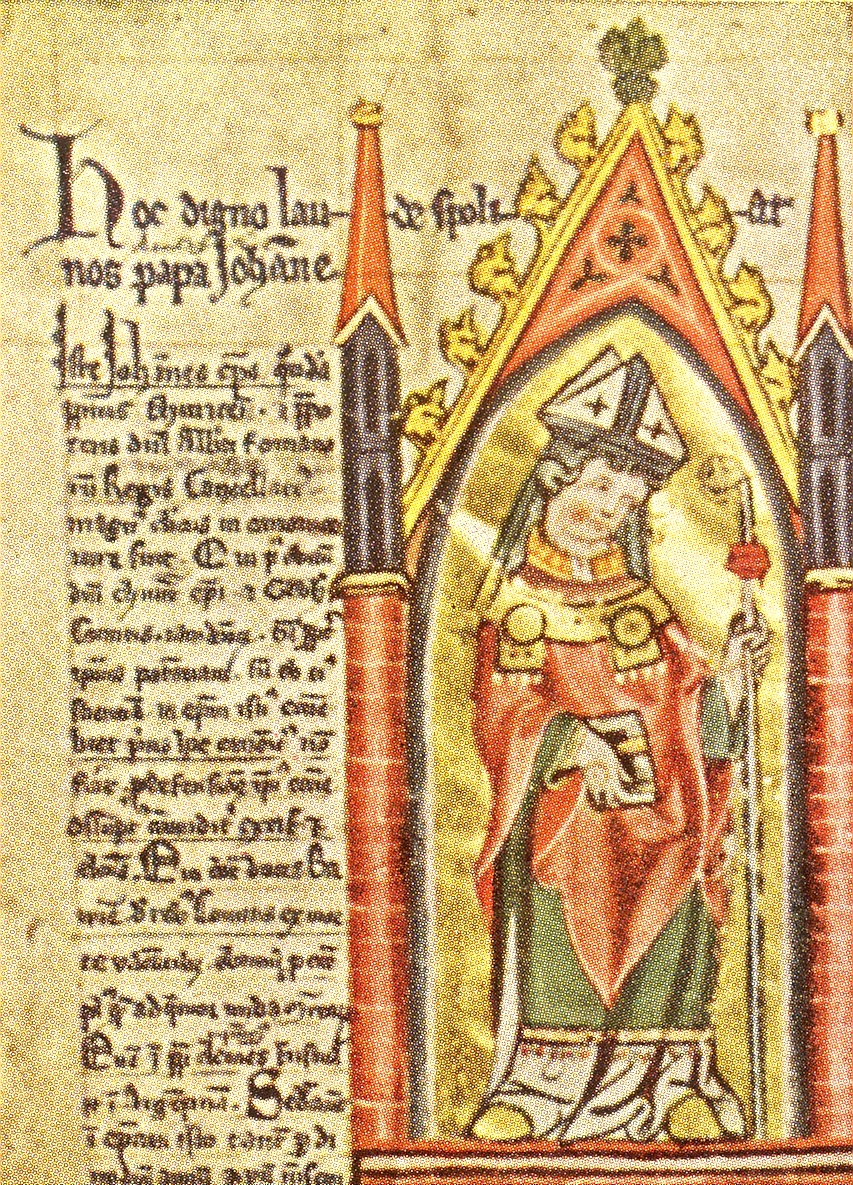
Johann I. von Zürich als Bischof von Eichstätt 1305–06 aus dem Pontifikale Gundekarianum

Johann I. von Straßburg († 6. November 1328) war Kanzler von König Albrecht I., Fürstbischof von Eichstätt von 1305 bis 1306 und von Straßburg von 1306 bis 1328.

## Leben

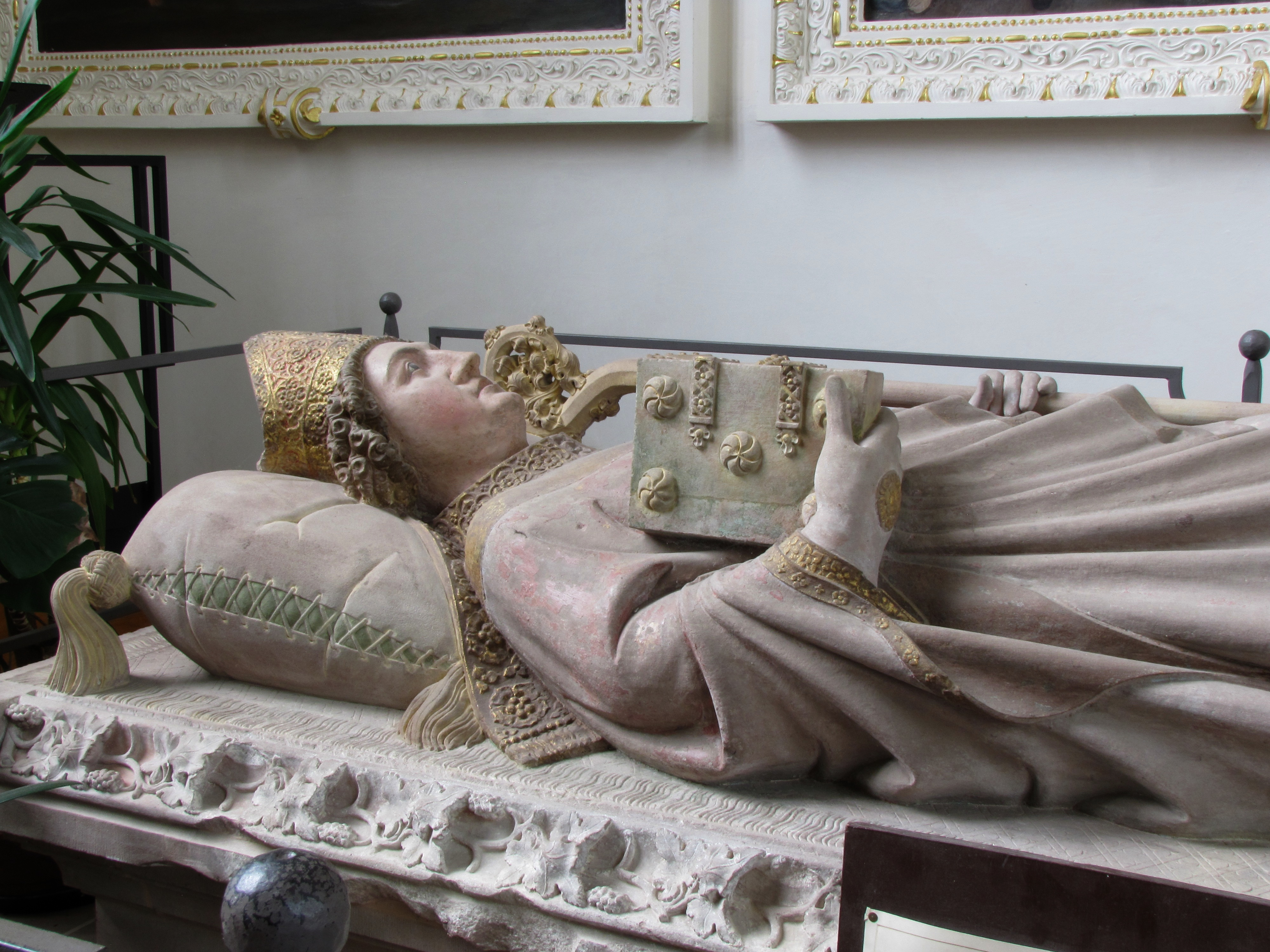
Grabmal Johanns in der Molsheimer Jesuitenkirche

Johann I. stammte aus der Gegend um Zürich. Ältere Chroniken nehmen als seinen Herkunftsort Dürbheim in Schwaben an. Er war der Sohn eines Priesters und einer Ledigen. Trotz seiner „niederen Geburt“ stieg er in höchste kirchliche Würden auf. Unterstützung erhielt er aus dem Hause Habsburg. Es wird angenommen, dass er an der Universität Bologna studierte. Er bekleidete u. a. das Amt des Domherrn in Konstanz, er war Kanoniker in St. Peter in Straßburg und im Grossmünster von Zürich. Später wurde er der Propst des Großmünsters. Im Gefolge der Könige stieg er bis 1303 zum königlichen Kanzler auf. Das Eichstätter Domkapitel wählte Johann I. zur Sicherung der Ansprüche des Erbes der Hirschberger gegenüber den bayerischen Herzögen, insbesondere Bayern-München. Dieser Aufgabe gerecht zu werden traute man ihm u. a. wegen seiner Nähe zum König zu. Er war anwesend bei den Verhandlungen zwischen König Albrecht I. und Papst Clemens V. in Lyon die Kaiserkrönung betreffend. Hier wurde er auf Bestreben des Papstes von Eichstätt nach Straßburg transferiert. Er wurde in der Kapelle des von ihm errichteten Spitals von Molsheim bestattet, später wurde sein Grabmal in die dortige Jesuitenkirche versetzt.